# سیروحی
سیروحی (به انگلیسی: Sirohi) یک منطقهٔ مسکونی در هند است که در Sirohi district واقع شده‌است. سیروحی ۵٬۱۷۹ کیلومتر مربع مساحت و ۸۵۱٬۱۰۷ نفر جمعیت دارد و ۳۲۱ متر بالاتر از سطح دریا واقع شده‌است.